# ウーズレー装甲自動車
ウーズレー装甲自動車（ウーズレーそうこうじどうしゃ）とは、1928年（昭和3年）に採用された、大日本帝国陸軍の装輪装甲車である。東京石川島造船所の自動車部門（後に自動車工業株式会社として独立、現在のいすゞ自動車）が、ライセンス生産中だったウーズレーCP型トラックをベース車体として製造した。簡易装甲自動車とも呼ばれる。また、東京石川島造船所での型式名はARMと称した。

## 開発
東京石川島造船所は、1918年（大正7年）に第一次世界大戦で活躍したウーズレー自動車の生産権と東洋における販売独占権を得て、1924年（大正13年）からウーズレーCP型1.5t積み4輪トラック（当時は自動貨車と呼称）、戦時徴用を予定した規格である軍用保護自動車として製造販売していた。1927年（昭和2年）、自動車工業はウーズレーとの契約を解除したが、その翌年にCP型トラックの車体を装甲板で覆った装甲車を発表した。

## 設計
車体は、ウーズレーCP型1.5t積み4輪トラックに装甲板を被せ、機関銃塔を有するだけの簡単な構造であった。タイヤはソリッドゴムであったが、パンクする心配が無いため舗装道路では有効であったと考えられている。固定武装としては三年式機関銃1丁を装備した銃塔1基が上部に設置された。さらに助手席前面の窓を開けて、軽機関銃1丁を追加装着することもできる。

## 運用
満州や山東半島で実戦配備された。満州事変の際には、本車とヴィッカース・クロスレイ装甲車を3輌ずつ装備した装甲自動車隊が編成され、第2師団に配属されている。1935年（昭和10年）頃にはさすがに旧式化したのか、泰平組合の輸出用兵器カタログにも、装甲車両として唯一掲載されている。